# Aplosonyx tianpingshanensis
Aplosonyx tianpingshanensis (лат.) — вид жуков-листоедов рода Aplosonyx из подсемейства козявки (Galerucinae, Chrysomelidae). Назван по месту обнаружения типовой серии (Tianping Mt; 1640 м, Sangzhi, Хунань). Распространен в Китае: провинции Ганьсу, Шэньси, Хунань, Хубэй, Гуйчжоу. Мелкие жуки (длина тела около 5 мм). Этот вид можно отличить от других видов по наличию на каждом надкрылье двух широких продольных чёрных полос, а на вершине — двух чёрных пятен. Голова, усики, переднеспинка, надкрылья и ноги жёлтые, вершина, щитик и вентральная поверхность тела чёрные, край и вершина брюшного вентрита жёлтые, переднеспинка с чёрным пятном посередине, каждое надкрылье с двумя продольными чёрными полосами, вершина с одной парой чёрных пятен. Этот вид отличается от сходного A. pictus тем, что эдеагус слегка сужен посередине, а вершина расширена. Голова маленькая, лобные бугорки отчётливые, усики тонкие, доходят до середины каждого надкрылья, в целом три базальных антенномера блестящие, антенномер 2 самый короткий, антенномер 3 длиннее антенномера 2, антенномер 4 самый длинный и длиннее антенномеров 2 и 3 вместе взятых. Пронотум шире головы, почти в 2 раза шире её длины.